# Брејди Корбет
Брејди Џејмс Монсон Корбет (енгл. Brady James Monson Corbet; 17. август 1988) амерички је глумац, сценариста и редитељ.
Познат је по споредним улогама у филмовима Тринаест Кетрин Хардвик, Непозната кожа Грега Аракија, Чудне игре Михаела Ханеке и Меланхолија Ларса фон Трира. Његов редитељски првенац, ратна драма Детињство лидера са Робертом Патинсоном и Тимом Ротом у главним улогама, премијерно је приказан 2015. године.